# Каменка (Свободненский район)
Каменка (также Ново-Каменка) — упразднённое село в Свободненском районе Амурской области России. Исключено из учётных данных в 1977 году, включено в состав села Климоуцы.

## География
Село располагалось на правом берегу реки Лоно (приток Малой Перы), ныне представляет собой улицу Ново-Каменку в южной части села Климоуцы.

## История
Село возникло в 1909 году. По данным на 1916 год деревня Ново-Каменка состояла из 37 дворов (население составляло 193 человека) и входила в состав Серебрянской волости 3-го стана Амурского уезда Амурской области.
По данным 1926 года в Ново-Каменке имелось 60 хозяйств (56 крестьянского типа и 4 прочих) и проживало 327 человек (169 мужчин и 158 женщин). В национальном составе населения преобладали русские. В административном отношении входила в состав Климоуцкого сельсовета Свободненского района Амурского округа Дальневосточного края.
Решением Амурского облисполкома № 116 «Об изменениях в административно-территориальном делении области» от 14 апреля 1977 г. село Каменка исключено из учётных данных